# Zenarchopterus dunckeri
Zenarchopterus dunckeri är en fiskart som beskrevs av Mohr 1926. Zenarchopterus dunckeri ingår i släktet Zenarchopterus och familjen Hemiramphidae. Inga underarter finns listade i Catalogue of Life.